# Grundrisse (Zeitschrift)
Grundrisse. zeitschrift für linke theorie & debatte war nach ihrem Selbstverständnis eine linke, strömungsübergreifende Zeitschrift aus Wien. Seit Ende 2001 erschien sie vierteljährlich veröffentlicht. Neben Verkaufsstellen in politischen Buchhandlungen konnte die Zeitschrift abonniert werden. Ebenfalls sind alle Texte im Internet frei abrufbar. Bevor das Onlineangebot unter einer eigenen Domain und Webpräsenz zugänglich war, befand es sich auf Servern der Universität Wien. Publiziert wurde unter der GNU-Lizenz für freie Dokumentation. Gemäß dem Bundesgesetz über die Förderung politischer Bildungsarbeit und Publizistik erhielt die Zeitschrift Förderungen, im Jahr 2009 waren es 3.822,35 Euro.
Von 2003 bis einschließlich 2011 wurden Sommerseminare abgehalten. Mitglieder der Redaktion waren u. a. Karl Reitter und Robert Foltin. Die Zeitschrift kooperierte mit Linksnet.
Die Zeitschrift wurde Ende 2014 mit Nummer 52 eingestellt. Auf der Website wurde ein Blog eingerichtet.